# NGC 2300
NGC 2300 est une galaxie lenticulaire située dans la constellation de Céphée. NGC 2300 a été découverte par l'astronome français Alphonse Borrelly en 1871.

## Caractéristiques
Sa vitesse par rapport au fond diffus cosmologique est de 1 876 ± 7 km/s, ce qui correspond à une distance de Hubble de 27,7 ± 1,9 Mpc (∼90,3 millions d'al).
À ce jour, 11 mesures non basées sur le décalage vers le rouge (redshift) donnent une distance de 40,464 ± 22,114 Mpc (∼132 millions d'al), ce qui est à l'intérieur des valeurs de la distance de Hubble en raison de l'incohérence de cet échantillon et de son écart-type élevé. La distance de Hubble est sans doute plus près de la distance réelle de cette galaxie. Si on l'utilisait pour calculer le diamètre de NGC 2300, on obtiendrait une valeur d'environ 25,7 kpc (∼83 800 al).  

## Groupe de NGC 2276
NGC 2300 fait partie d'un groupe de galaxies d'au moins 13 membres, le groupe de NGC 2276. Les autres galaxies du catalogue NGC et du catalogue IC sont NGC 2276, NGC 2268, IC 455, IC 469, IC 499 et IC 512. S'ajoutent à ces 7 galaxies, les galaxies 3496, 3522, 3890, 4078, 4348 et 4612 du catalogue UGC.

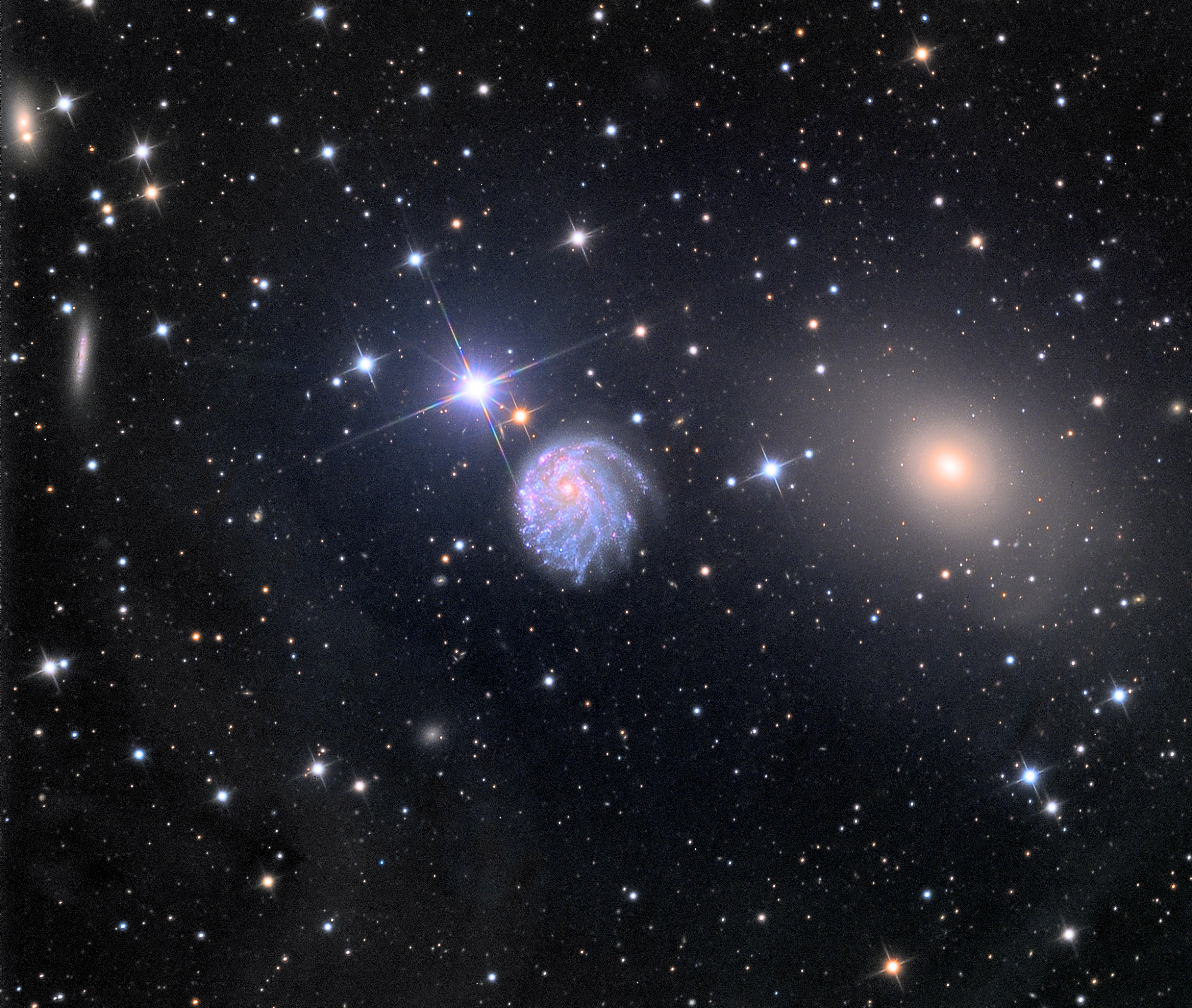
NGC 2276 (au centre) et la galaxie elliptique NGC 2300 (à droite). Ces deux galaxies sont à des distances semblables de nous. À cause de la grande quantité de jeunes étoiles de NGC 2276 et de la structure désordonnées de ses bras spiraux, certaines pensent que ces deux galaxies sont en interaction gravitationnelle.